# オネスティ
「オネスティ」（Honesty）は、ビリー・ジョエルが1978年のアルバム『ニューヨーク52番街』で発表した楽曲。1979年、同アルバムからの第3弾シングルとしてリリースされた。オネスティは「誠実」という意味である。

## 解説
世の中が不誠実に溢れ、誠実さを得ることは難しいが、それでも誠実さを求めていくという内容の歌。レコーディングには、ビリーのレギュラー・バンドの他、デヴィッド・スピノザ（アコースティック・ギター）が参加し、ストリングスのアレンジはロバート・フリードマンが担当。「ルート・ビアー・ラグ」（1974年のアルバム『ストリートライフ・セレナーデ』収録曲）をカップリングとしてシングル・カットされ、全米チャートで24位に達した。
日本で人気の高い楽曲で、ベスト・アルバム『ビリー・ザ・ベスト』（1985年）のアメリカ盤には収録されていないが、日本盤では追加収録された。また、様々なCM（ネスレ・ホットチョコ、ソニーの企業CM等）で起用され、2004年には三井住友銀行のCMで使用された。

## カヴァー
- 鈴木重子が『ブリーザ』（1996年）でカヴァー。
- 西城秀樹が『BIG GAME'79 HIDEKI』（1979年）でカヴァー。
- NICOTINEが『CARNIVAL』（1999年）でカヴァー。
- 佐藤竹善がベスト・アルバム『THE SELECTION OF CORNERSTONES 1995-2004』（2005年）に新録のカヴァー・ヴァージョン収録。
- 竹井詩織里がカバーミニアルバム『The note of my nineteen years』(2005年)でカヴァー。
- 日本のミュージシャンによるビリー・ジョエルのトリビュート・アルバム『WANNA BE THE PIANO MAN』（2006年）で、Kがカヴァー。Kのカヴァー・アルバム『The TIMELESS Collection Vol.1』にも収録。
- FIANCHIが2006年3月に発売したファーストアルバムでカヴァー。
- 溝口肇が『yours;tears』（2007年）でカヴァー。
- デスティニーズ・チャイルドの日本企画盤『ラヴ・デスティニー』（2008年）で、ビヨンセの歌唱によりカヴァーされた。ビヨンセは、「日本のファンのために何かスペシャルな曲を用意したい」との考えから、この曲のカヴァーを発案したという[3]。
- アンジェラ・アキが『WHITE』（2011年）でカヴァー。
- 島津亜矢がアルバム『SINGER 4』（2017年）でカヴァー。
- UAがEP『Are U Romantic?』（2022年）でカヴァー。